# Волинець Іван
Іван Волинець (1896, м. Перемишль — 20 лютого 1956, м. Сан-Каетану-ду-Сул) — український важкоатлет, родом із Перемишля, тренер Українського Спортового Союзу (1924—1928). Помер у Бразилії.